# أندرسون ريبيرو
أندرسون ريبيرو (بالبرتغالية: Anderson Mendes Ribeiro‏) (2 يوليو 1981 ببورتو أليغري في البرازيل - ) هو لاعب كرة قدم برازيلي في مركز الهجوم. لعب مع ميتالوره زابورجيا ونادي ميتاليست خاركيف ونادي هيبرنيانز وهامرون سبارتانز وFC Helios Kharkiv ‏ وFC Arsenal Kharkiv ‏ وŻebbuġ Rangers F.C. ‏ وKerċem Ajax F.C. ‏ وFC Kharkiv ‏ ونادي تاركسيين راينباوز.

## وصلات خارجية
- أندرسون ريبيرو على موقع اتحاد أوكرانيا (الإنجليزية)
- أندرسون ريبيرو على موقع قاعدة بيانات كرة القدم.إي يو (الإنجليزية)
- أندرسون ريبيرو على موقع Soccerway.com (الإنجليزية)
- أندرسون ريبيرو على موقع عالم كرة القدم.نت (الإنجليزية)